# Torna Hellestad
Torna Hellestad est une localité de Suède dans la commune de Lund à 15km à l'est de la ville de Lund en Scanie. En 2010, 584 personnes y vivent.